# Număr piramidal pentagonal
Un număr piramidal pentagonal este un număr figurativ care dă numărul de obiecte dintr-o piramidă cu o bază pentagonală. Cel de al n-lea număr piramidal pentagonal este egal cu suma primelor n numere pentagonale.
Primele numere piramidale pentagonale sunt:
1, 6, 18, 40, 75, 126, 196, 288, 405, 550, 726, 936, 1183, 1470, 1800, 2176, 2601, 3078, 3610, 4200, 4851, 5566, 6348, 7200, 8125, 9126, 10206, 11368, 12615, 13950, 15376, 16896, 18513, 20230, 22050, 23976, 26011, 28158, 30420, 32800, 35301, 37926, 40678.

## Formulă
Formula pentru al n-lea număr piramidal pentagonal este:
{\displaystyle {\frac {n^{2}(n+1)}{2}}}
prin urmare al n-lea număr piramidal pentagonal este media lui n2 și n3.
Al n-lea număr piramidal pentagonal este și produsul dintre n și al n-lea număr triunghiular. 
Al n-lea număr piramidal pentagonal este suma dintre al n-lea număr piramidal pătratic și al n–1-lea număr tetraedric.
Funcția generatoare a numerelor piramidale pentagonale este:
{\displaystyle {\frac {x(2x+1)}{(x-1)^{4}}}.}

## Șiruri înrudite cu numerele pentagonale piramidale
- Șirul numerelor pentagonale piramidale impare, primii 10 termeni fiind:[3]

1, 75, 405, 1183, 2601, 4851, 8125, 12615, 18513, 26011, 35301
având pătratele: 
1, 5625, 164025, 1399489, 6765201, 23532201, 66015625, 159138225, 342731169, 676572121
- Șirul numerelor pentagonale piramidale pare, primii 10 termeni fiind:[5]

6, 18, 40, 126, 196, 288, 550, 726, 936, 1470
având pătratele: 
36, 324, 1600, 15876, 38416, 82944, 302500, 527076, 876096, 2160900